# Новая Казань
Новая Казань — упразднённая деревня в Нижнетавдинском районе Тюменской области России. Входила в состав Новотроицкого сельского поселения. Упразднена в 2004 году.

## География
Деревня находится на западе Тюменской области, в пределах юго-западной части Западно-Сибирской низменности, в зоне подтайги, у озера Казанка (Травное), на расстоянии примерно 28 километра (по прямой) к юго-востоку от села Нижняя Тавда, административного центра района.

### Климат
Климат резко континентальный с холодной продолжительной зимой и коротким тёплым летом. Средняя температура воздуха самого холодного месяца (января) — −18,6 °C (абсолютный минимум — −53 °C); самого тёплого месяца (июля) — 17,6 °C (абсолютный максимум — 38 °С). Безморозный период длится в среднем 111 дней. Среднегодовое количество атмосферных осадков составляет 300—400 мм, из которых 70 % выпадает в тёплый период. Продолжительность залегания снежного покрова составляет в среднем 156 дней.

## История
Основана в 1918 году. По данным на 1926 год Ново-Казанские юрты состояли из 29 хозяйств. В административном отношении входили в состав Канченбургского сельсовета Ярковского района Тюменского округа Уральской области.
Упразднено 7 октября 2004 года Законом Тюменской области в связи с прекращением существования.

## Население
| 1989 | 2002 |
| ---- | ---- |
| 8    | ↘0   |

По данным переписи 1926 года в юртах проживало 169 человек (93 мужчины и 76 женщин), в том числе: татары составляли 100 % населения.
Согласно результатам переписи 2002 года в деревне отсутствовало постоянное население